# Madeleine Sologne
Madeleine Sologne, pseudonimo di Madeleine Simone Vouillon (La Ferté-Imbault, 27 ottobre 1912 – Vierzon, 31 marzo 1995), è stata un'attrice francese.

## Biografia
Proveniente da una famiglia di modeste condizioni, a 16 anni si trasferì a Parigi, dove lavorò come apprendista con Caroline Reboux, famosa stilista di cappelli alla moda, aprendo successivamente un suo negozio di modista.
Divenuta modella per il pittore Moïse Kisling, iniziò a prendere lezioni di recitazione con Julien Bertheau e Jacques Baumer. La sua prima esperienza teatrale fu nella pièce Boccace, conte 19 di Julien Luchaire, mentre il suo debutto cinematografico avvenne con un piccolo ruolo in La vita è nostra (1936) di Jean Renoir.
Sul grande schermo fu partner di Fernandel ne Il tatuato (1939) di Christian-Jaque, di Pierre Brasseur e Jean Murat in Papà Lebonnard (1939), e di Erich von Stroheim e Robert Le Vigan in Il mondo crollerà (1939). Nel 1942 fu al fianco di Tino Rossi in Fièvres di Jean Delannoy, in cui interpretò una moglie che muore di dolore per l'infedeltà del marito. La consacrazione definitiva giunse con il ruolo di Nathalie ne L'immortale leggenda (1943), scritto da Jean Cocteau e diretto da Delannoy. Nel film, trasposizione moderna del mito di Tristano e Isotta, la Sologne e Jean Marais, entrambi con i capelli tinti con un'identica nuance di biondo, interpretarono la leggendaria coppia simboleggiante la giovinezza e l'amore. Tuttavia la pellicola venne severamente attaccata dalla critica britannica e statunitense, che l'accusò di evocare un'ideologia nazista mediante un'atmosfera gotica e un mistico culto della morte. Ottenne comunque un enorme successo di pubblico e la pettinatura liscia dell'attrice, con una ciocca lunga e cadente su un lato, venne ammirata e imitata dalle ragazze dell'epoca.
Madeleine Sologne, malgrado la notorietà conquistata con L'immortale leggenda, non riuscì più a replicare lo stesso successo, e il ruolo di Nathalie nell'opera di Cocteau fu un'anticipazione del suo canto del cigno. Dopo alcuni ruoli di minor conto, l'attrice lasciò il set nel 1948. Recitò nuovamente in alcune occasioni in teatro, in particolare in La foresta pietrificata di Robert E. Sherwood, poi in L'Homme traqué di Francis Carco. Apparve un'ultima volta sul grande schermo nel film Tempo di violenza (1969) di Sergio Gobbi. Sposata con il direttore di produzione Léopold Schlosberg, morì nel 1995 in una casa di cura a Vierzon.

## Filmografia parziale
- La vita è nostra (La vie est à nous), regia di Jean Renoir (1936)
- Adriana Lecouvreur (Adrienne Lecouvreur), regia di Marcel L'Herbier (1938)
- Il tatuato (Raphaël le tatoué), regia di Christian-Jaque (1939)
- Papà Lebonnard (Le Père Lebonnard), regia di Jean de Limur (1939)
- Il mondo crollerà (Le Monde tremblera), regia di Richard Pottier (1939)
- Amore ribelle (Le Danube bleu), regia di Emile E. Reinert (1940)
- Fièvres, regia di Jean Delannoy (1942)
- La mia vita per la tua (Les Hommes sans peur), regia di Yvan Noé (1942)
- Il lupo dei Malasorte (Le loup des Malveneur), regia di Guillaume Radot (1943)
- L'immortale leggenda (L'Éternel Retour), regia di Jean Delannoy (1943)
- Il forzato di Rochefort (Vautrin), regia di Pierre Billon (1943)
- Mistero biondo (Mademoiselle X), regia di Pierre Billon (1945)
- Messaggio speciale (Un ami viendra ce soir...), regia di Raymond Bernard (1946)
- Illusioni (La Foire aux chimères), regia di Pierre Chenal (1946)
- Tempo di violenza (Le Temps des loups), regia di Sergio Gobbi (1969)